# Austin 30
Der Austin 30 hp war das Pkw-Spitzenmodell, das die Austin Motor Cie. in den ersten Jahren des Ersten Weltkriegs fertigte. Der Wagen erschien im ersten Kriegsjahr 1914 als Nachfolger des Modells 50 hp als Tourenwagen (auf dem kurzen Fahrgestell) und Pullman-Limousine (auf dem langen Fahrgestell).
Der seitengesteuerte Vierzylindermotor hatte die Zylinder des Modells 18/24 hp mit 111 mm Bohrungsdurchmesser und die Kurbelwelle mit dem größten jemals bei Austin realisierten Hub von 152 mm. Daraus resultierte ein Hubraum von 5.883 cm³.
Ende 1916 wurde die Fertigung dieses Modells ohne Nachfolger eingestellt.